# Aranzada
Aranzada je jednotka obsahu používaná dříve ve Španělsku pro určení rozlohy vinic. 
Její hodnota činila 4 472 m² (v Kastilii) a 3,672 m² v Córdobě, tvoří 400 čtverečných estadal.